# Sheik Isa Luchthaven
De luchtmachtbasis Sheik Isa Airbase is de thuishaven van de Koninklijke Bahreinse luchtmacht. De basis ligt aan de kust van het Arabische vasteland, deel van de eilandstaat Bahrein
Tijdens de eerste Golfoorlog werd door een aantal van de coalitietroepen deze basis ook aangeduid als Shakeys Puzza omdat ze moeite zouden hebben met de uitspraak.